# Rue Magneval
La rue Magneval est une rue du quartier des pentes de la Croix-Rousse dans le 1er arrondissement de Lyon, en France.

## Situation et accès
La rue débute rue Philibert-Delorme, au niveau des escaliers qui monte vers la place Bellevue, et se termine montée Saint-Sébastien près de la place Colbert. Elle est traversée par la rue Grognard avec ses escaliers des deux côtés de la voie, et la rue Adamoli commence rue Magneval pour aboutir rue des Fantasques. 
La circulation se fait dans le sens de la numérotation et à double-sens cyclable avec un stationnement des deux côtés. Deux stationnements cyclables se trouvent près des escaliers des rues Grognard et Adamoli.

## Origine du nom
Cette rue doit son nom à Gabriel-Barthélemy de Magneval (1751-1821), député du Rhône de 1815 à 1821. 

## Histoire
En 1825, le voyer Louis-Benoit Coillet élabore un plan en vue de créer de nouvelles rues dans plusieurs clos des pentesdont le clos Bodinsur l'ancien couvent des Colinettes.
La rue Magneval est créée en 1828et reçoit son nom le 18 juin 1829 par décision du conseil municipal.